# Sant Jaume de Frontanyà
Sant Jaume de Frontanyà är en kommun i Spanien.   Den ligger i provinsen Província de Barcelona och regionen Katalonien, i den östra delen av landet, 500 km öster om huvudstaden Madrid. Arean är 21,3 kvadratkilometer. Sant Jaume de Frontanyà gränsar till Gombrèn, Les Llosses och La Pobla de Lillet. 
Terrängen i Sant Jaume de Frontanyà är lite kuperad.